# Sinoderces
Sinoderces is een geslacht van spinnen uit de  familie van de Psilodercidae.

## Soorten
- Sinoderces exilis (Wang & Li, 2013)
  - = Psiloderces exilis Wang & Li, 2013
- Sinoderces nawanensis F. Y. Li & S. Q. Li, 2017